# Théâtre Janáček
Pour les articles homonymes, voir Janáček (homonymie).

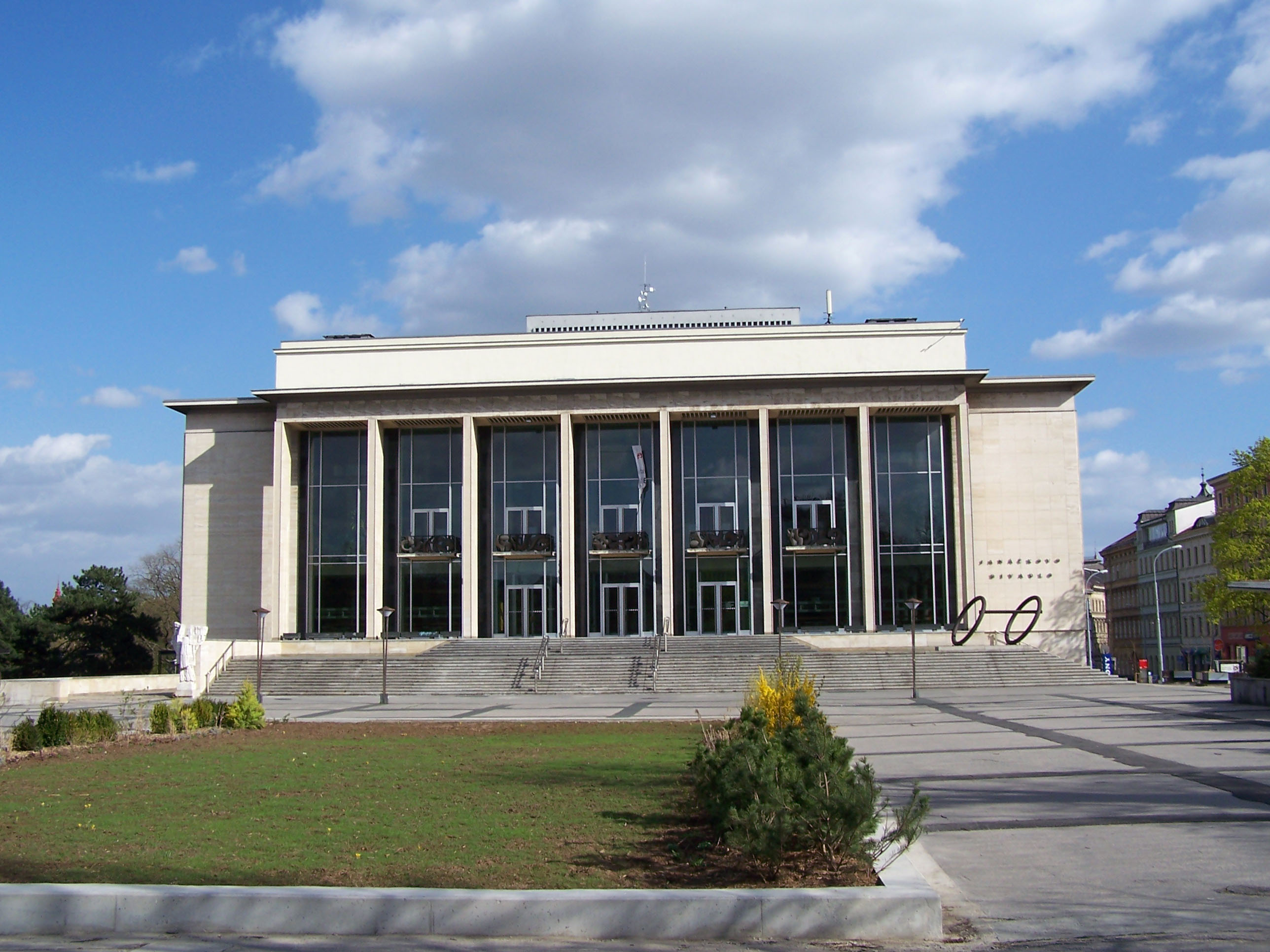
Édifice du théâtre Janáček en 2011

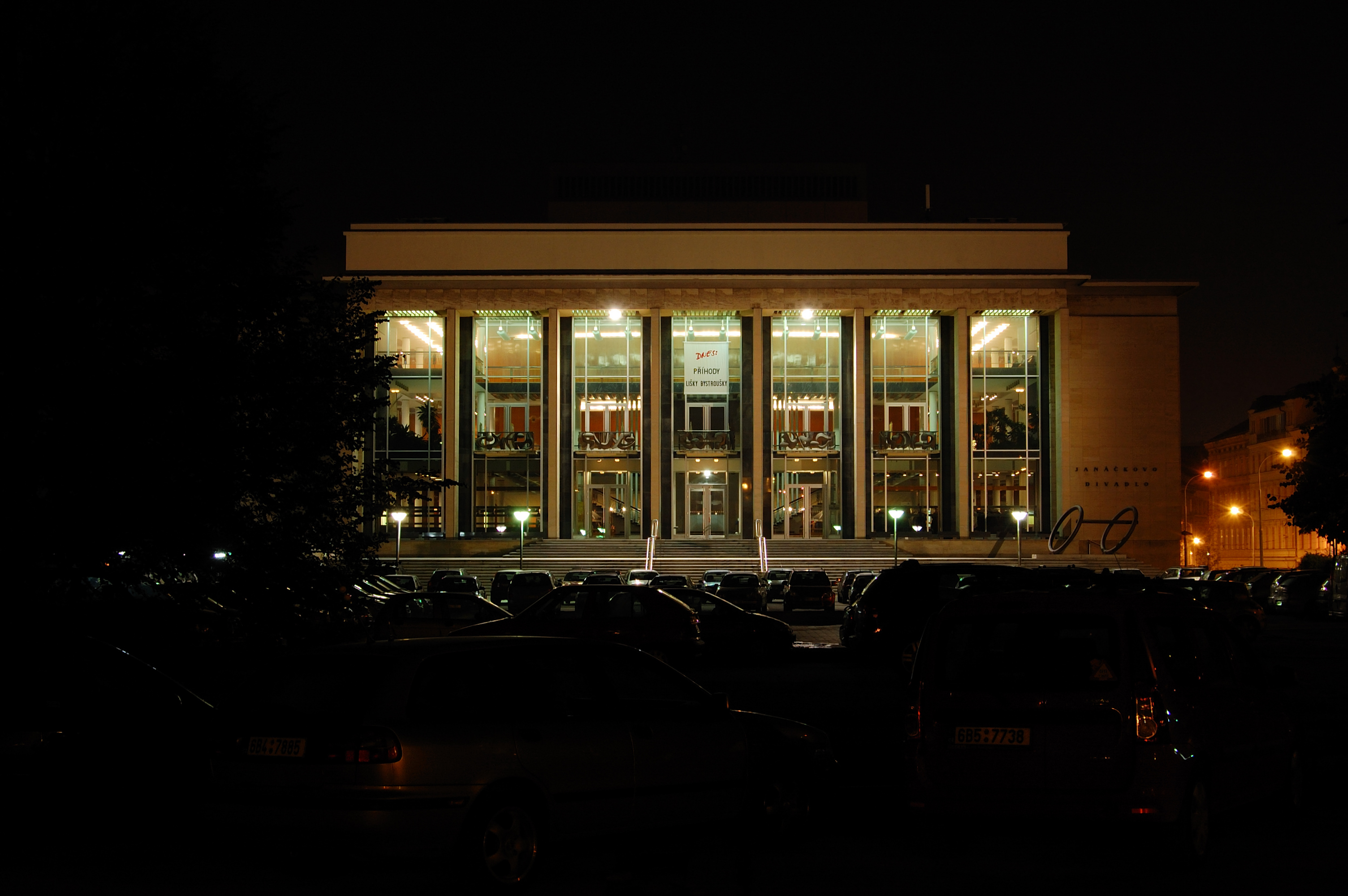
Théâtre Janáček

Le théâtre Janáček (tchèque : Janáčkovo divadlo) est un théâtre situé dans la ville de Brno, en République tchèque. Il fait partie du théâtre national de Brno. Il fut construit de 1960 à 1965, et a ouvert en octobre 1965. Au cours de son existence, le théâtre a créé jusqu'ici une vingtaine  d'opéras et ballets.

## Histoire
Le bâtiment du théâtre Janáček est le plus jeune des bâtiments du théâtre national de Brno. Il a été planifié dès le début du XXe siècle. De 1910 à 1957, sept concours d'architecture ont été organisées pour trouver le meilleur design pour l'immeuble. Environ 150 architectes ont participé à ces compétitions, parmi eux plusieurs exposants notables des arts tchèques et de l'architecture : Bohuslav Fuchs, Josef Gočár, Vlastislav Hofman, Josef Chochol, Pavel Janák, Jan Kotěra et d'autres. Les conceptions proposées couvrent un large éventail de styles architecturaux documentant l'histoire et le développement de l'architecture tchèque dans la première moitié du XXe siècle. Les styles incluent l'historicisme, l'Art nouveau, le cubisme, le modernisme, le fonctionnalisme, le réalisme socialiste et classicisant néofonctionnalisme.

## Galerie

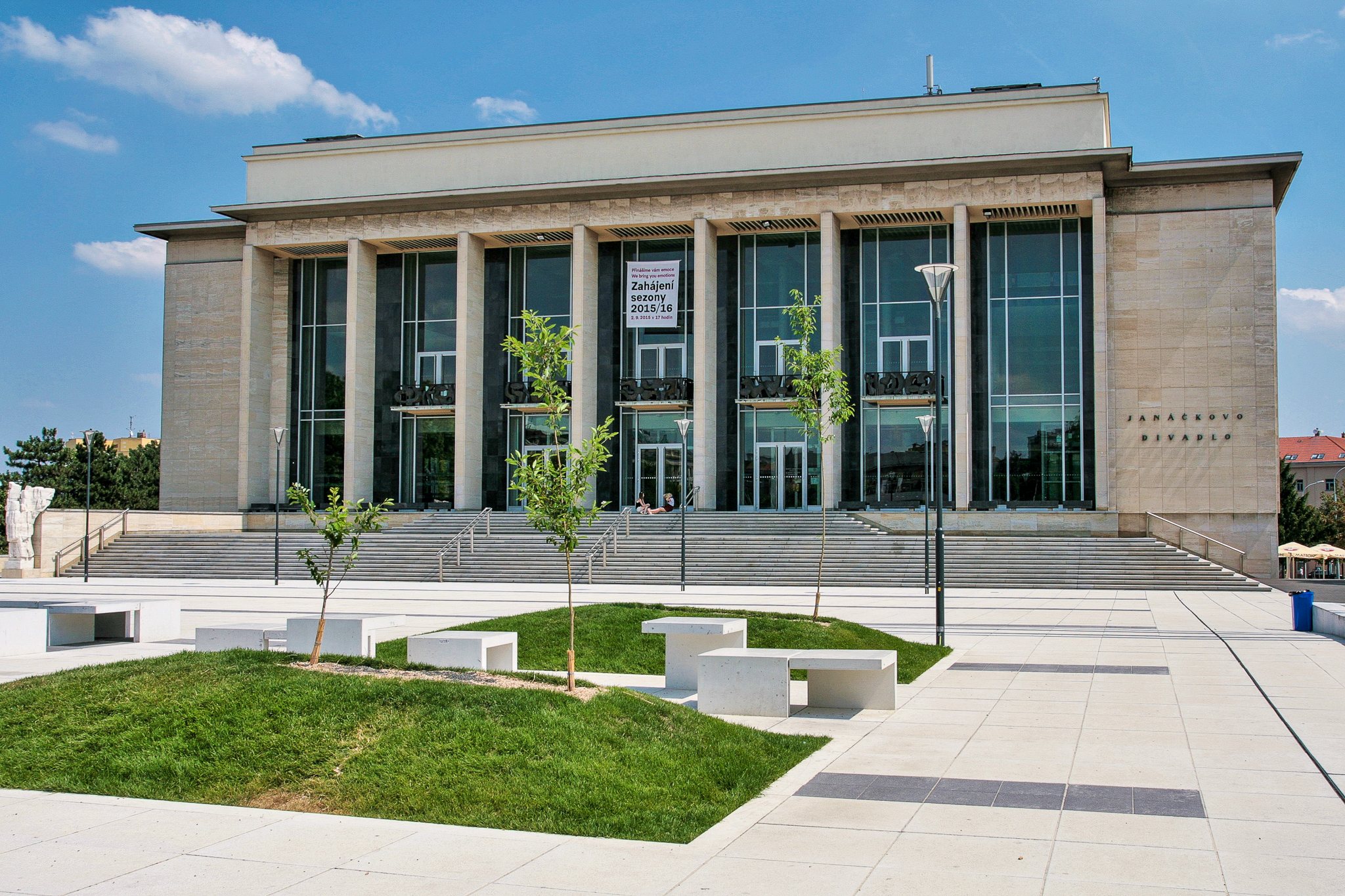
Théâtre Janáček en 2015
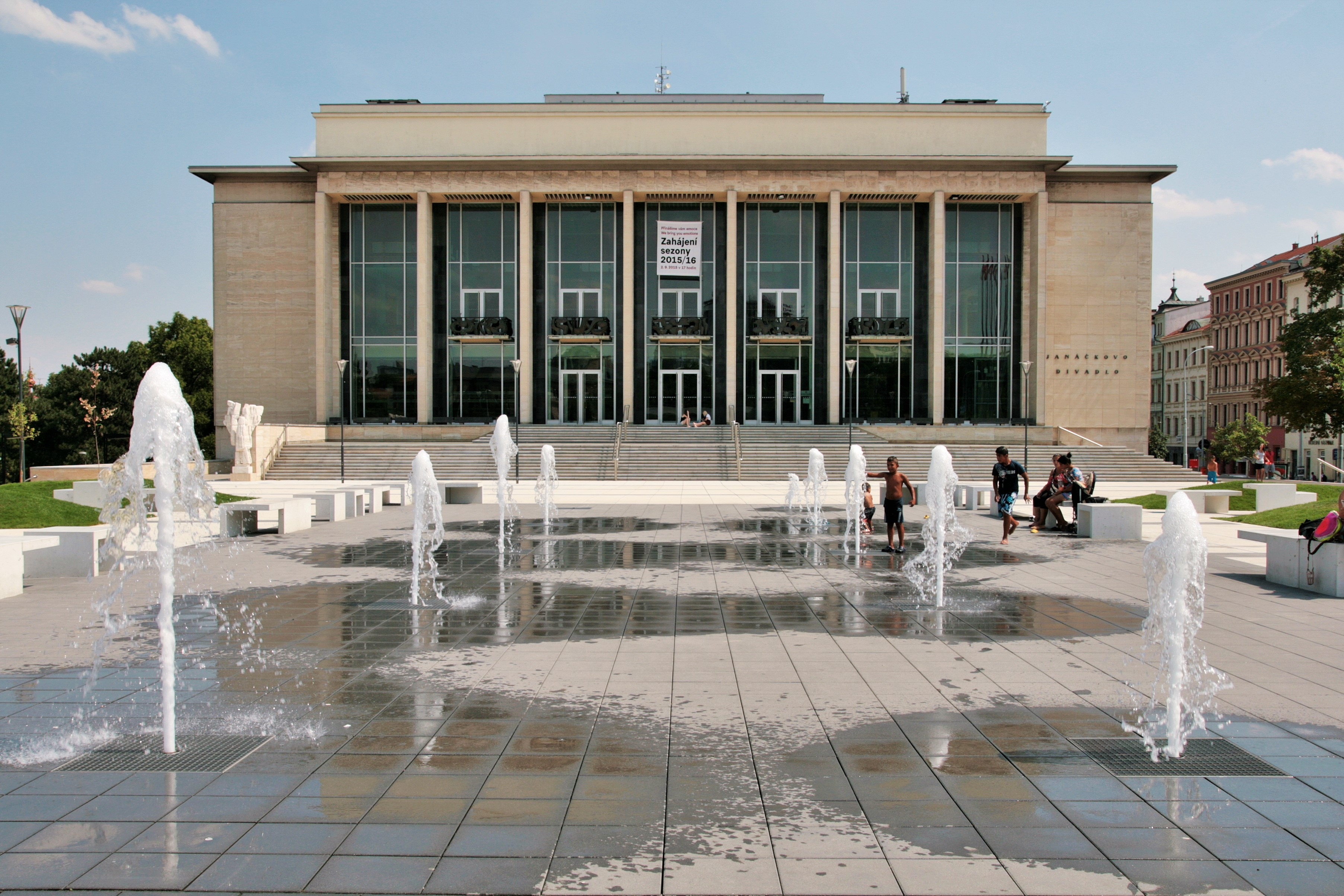
Fontaines en face du théâtre
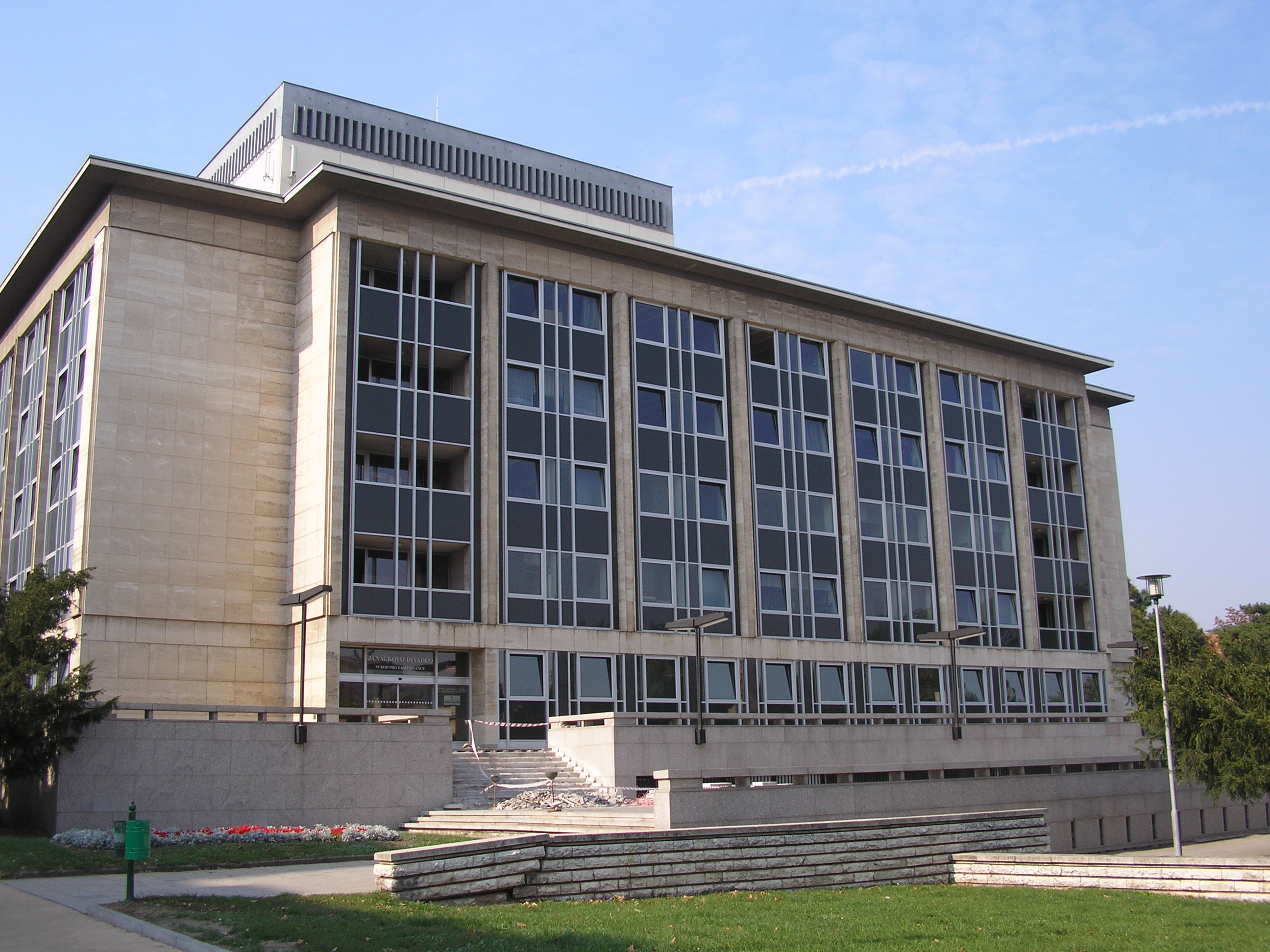
Côté arrière du bâtiment avec une entrée pour le personnel rue des Jésuites
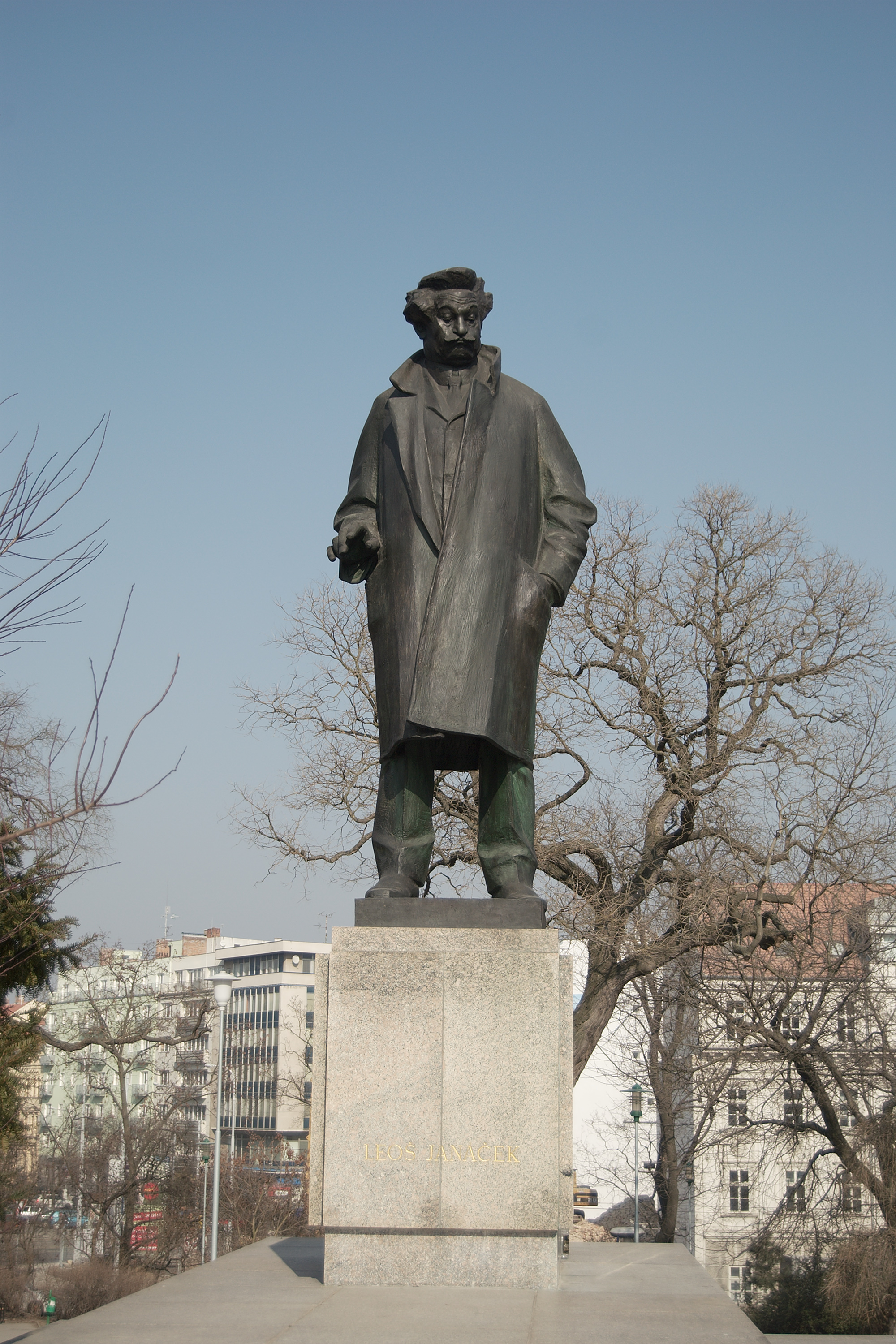
Statue de Leoš Janáček au théâtre
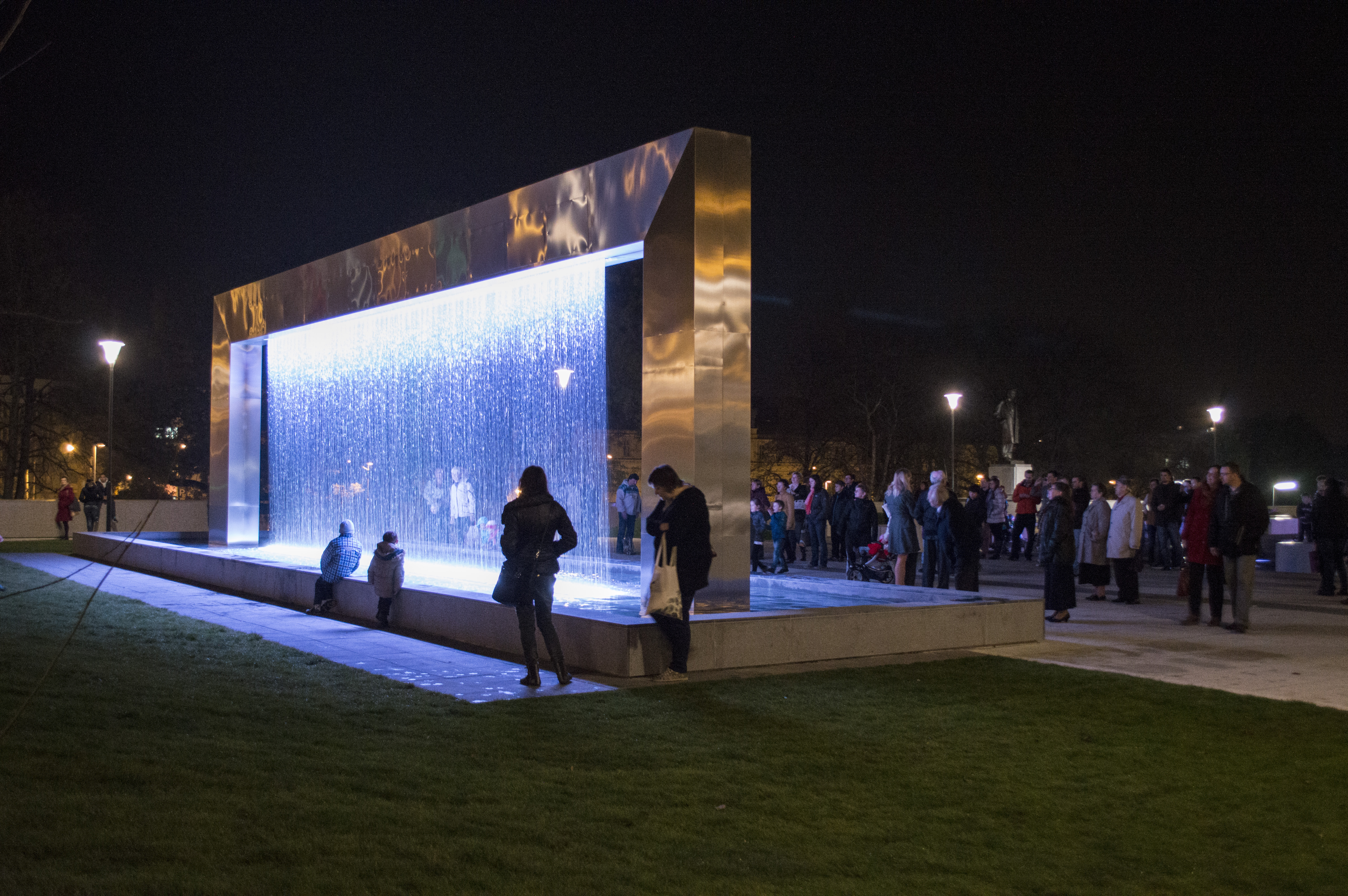
Photo de nuit de la fontaine en face du théâtre Janáček

## Sources de la traduction
- (en) Cet article est partiellement ou en totalité issu de l’article de Wikipédia en anglais intitulé « Janáček Theatre » (voir la liste des auteurs).